# Cotylaspis cokeri
Cotylaspis cokeri är en plattmaskart som beskrevs av Barker och Parsons 1914. Cotylaspis cokeri ingår i släktet Cotylaspis och familjen Aspidogastridae. Inga underarter finns listade i Catalogue of Life.